# Moisés Guevara
Moisés Guevara Rodríguez (Campamento minero de Huanui, Oruro, Bolivia, 25 de diciembre de 1938 - Vado del Yeso, Bolivia, 31 de agosto de 1967) fue un político y guerrillero boliviano que integró la Guerrilla de Ñancahuazú comandada por Ernesto Che Guevara entre 1966 y 1967 en el sudeste de Bolivia.

## Biografía
Integró la Juventud Comunista Boliviana y se desempeñó como miembro de su Comité Nacional. Allí estableció una estrecha afinidad con otros dos comunistas, Simeón ''Willy'' Cuba y Raúl Quispaya.
En 1965 se separó con otros miembros del Partido Comunista de Bolivia para fundar y dirigir el Partido Comunista Marxista-Leninista de Bolivia (PCML), que sostuvo una posición favorable a la lucha armada y una ideología maoísta.
Fue uno de los principales contactos del Che Guevara en Bolivia, con el fin de organizar un grupo guerrillero capaz de actuar en ese país o de apoyar a grupos similares en los países vecinos. En 1966 lideró un grupo que se integró a la Guerrilla de Ñancahuazú.

### Guerrilla de Ñancahuazú y muerte
Luego de la fallida experiencia del Congo, el Che Guevara organizó un foco guerrillero en Bolivia, donde instaló a partir del 3 de noviembre de 1967, en una zona montañosa cercana a la ciudad de Santa Cruz, en una área que atraviesa el río estacional Ñancahuazú, afluente del importante río Grande (Bolivia).
El grupo guerrillero tomó el nombre de Ejército de Liberación Nacional (ELN) de Bolivia con secciones de apoyo en Argentina, Chile y Perú. 
Cuando las tropas se dividieron, fue asignado a la columna de retaguardia comandada por Juan Vitalio Acuña Nuñez («Joaquín»). El 31 de agosto de 1967 toda la columna fue emboscada mientras cruzaba el Río Grande cerca de Vado del Yeso. Todos menos uno, resultaron muertos: "Vilo" Acuña, Tania, Apolinar Aquino, Walter Arencibia, Moisés Guevara, Gustavo Machín, Freddy Maymura Hurtado, Israel Reyes y Restituto Cabrera, quien sobrevivió a la emboscada y quedó solo en la selva intentando encontrar la columna del Che Guevara, pero fue capturado y asesinado el 4 de septiembre en el río Palmarito, afluente del Ñancahuazú. Sus cuerpos fueron expuestos primero como trofeos y luego enterrados clandestinamente.
Pocas semanas después, el 9 de octubre, el Che Guevara moriría ejecutado en La Higuera (Bolivia).
El cuerpo de Moisés Guevara fue hallado el 7 de junio de 1999, y reposa en el Memorial de Ernesto Guevara en Santa Clara, Cuba.

## Críticas
Eusebio Tapia, uno de los guerrilleros bolivianos reclutados sin saber exactamente a qué iban, critica duramente a Moisés Guevara:

Uno de los errores que cometió Moisés, es no haberles dicho la verdad a sus reclutados, haberlos engañado con el pretexto de becas y viajes al exterior.